# ショットガン刑事
『ショットガン刑事』（ショットガンでか）は、秋口ぎぐる/著、たけひと/イラストの日本のライトノベル。富士見ミステリー文庫刊。全3巻。粛正プラトニックの宇野辺竜介の弟が本作の主要人物・宇野辺虎男。

## 作品概要
北摂高校・刑事部殺人課所属、通称「ショットガン刑事」こと宇野辺虎男が暴れまくる学園ハードボイルド犯罪小説。

## 登場人物
宇野辺虎男/ショットガン刑事
泣く子も黙る鬼刑事。
沢良宣イミコ/リボルバー娘
1巻の事件の依頼人。後の虎雄の親友。
服部ヒトミ
メガネをかけた女顔の力のない男性。
エプロン刑事
全裸刑事の兄がおり、当人もはじらいとしてエプロンのみを着用している。
他、あぶなげない刑事、はぐれ刑事ポル・ポト派、刑事部長、事件関係者が登場する軽快な刑事ライトノベル 

## 用語
北摂高校
学内に警察組織があり、主人公はそのうち刑事部殺人課に所属している。学内マフィアが存在し、3巻では抗争が起きる。
全国刑事部総会
2巻で開かれ、初の殺人事件に遭遇する。被害者は北摂高校の刑事。
宇野辺虎男は殺人事件の容疑者にされた。時を同じくして学内で起きた家宅侵入事件と全国刑事部総会の事件には接点があった。

## 既刊一覧
- 『ショットガン刑事 炸裂!リボルバー娘。』 ISBN 4829161132
- 『ショットガン刑事 強奪!エプロン刑事。』 ISBN 482916140X
- 『ショットガン刑事 刑事暗殺。』 ISBN 4829161736